# Hope not Hate
Hope not Hate (estilizado como HOPE not hate) es un grupo de activistas basado en el Reino Unido que crea "campañas para contraatacar el racismo y el fascismo", y para "combinar investigación de primera clase con los movimientos de base para derrotar grupos de odio en elecciones y para construir comunidad resilient en contra del extremismo."
Fue creada el 2004 por Nick Lowles, antiguo editor de la revista antifascista Searchlight, como un proyecto dentro de la misma revista. Posteriormente, el 2011, aconteció un proyecto independiente. Varios políticos y celebridades han apoyado el proyecto, así como varios sindicatos.

## Financiación
La entidad, constituida legalmente como una asociación sin ánimo de lucro en el Reino Unido se financia parcialmente con colectas benéficas, dinero de sindicatos y donaciones individuales. No recibe ninguna financiación de ningún gobierno ni de la Unión Europea.